# Wadi Fira
Wadi Fira (em árabe:  وادي فيرا; Wādī Fīrā) é uma das 23 províncias do Chade, sendo Biltine a sua capital.

## Demografia
O recenseamento do Chade de 2009 indicou uma população de 508 383 habitantes para Wadi Fira. Sua capital Biltine, com 23 472 habitantes, é a cidade mais populosa da província.

## Subdivisões
A província de Wadi Fira é dividida em três departamentos:
| Departamentos | Capital | Subprefeituras                   |
| ------------- | ------- | -------------------------------- |
| Biltine       | Biltine | Am Zoer, Arada, Biltine, Mata    |
| Dar Tama      | Guéréda | Guéréda, Kolonga, Sirim Birke    |
| Kobé          | Iriba   | Iriba, Matadjana, Tiné Djagaraba |